# イタレリ
イタレリ（Italeri）はイタリアの大手模型メーカー。主にプラモデルの製造・販売を行っている。

## 概要
イタレリはイタリア最大のプラモデルメーカーで、ヨーロッパでも有数の規模を持つ。本社はボローニャ県カルデラーラ・ディ・レーノにある。1970年に最初のプラモデルを発売して以来、倒産や買収を経験することなく、コンスタントに製品を発売している。旧名は「イタラエレイ（Italaerei）」、日本ではしばしば「イタラエリ」と呼ばれた。
主な製品は飛行機やAFV、自動車等のスケールモデルである。ナチス・ドイツ（ドイツ国防軍）のソフトスキンやイタリア製航空機など、他社では製品化していない物も多い。AFVの模型では、日本のタミヤが採用した1/35というスケールに最も初期に追随した欧米メーカーのひとつである。
商品開発速度は速く、さらにドラゴンモデルズなど他の模型メーカーからOEM供給された製品や、倒産したメーカーから購入した金型を用いた製品もラインナップに加えており、製品数は非常に多い。また、他のメーカーへの自社製品のOEM提供も積極的に行っている。日本では長らくタミヤがイタレリ製品の輸入販売を行っており、一部の商品は自社ブランドでの販売も行っている。
新型の飛行機やAFVに関しては他社に先駆けて製品化することが多く、試作機やモックアップ、西側諸国の情報機関やマスメディアから公開されたイメージイラストを元に製品化されたものも存在する。中でも独自の考証で製品化したステルス機、F-19のキットは話題を呼び、ベストセラー商品となった。
セリエAの強豪野球チームフォルティトゥード・ベースボール・ボローニャのスポンサーだったこともある。

## 歴史
イタレリ社は1962年に設立され、当初の社名は「イタルスタンプ(Italstamp)」であった。1970年に最初のプラモデルとして1/72スケールのフィアット G.55を「アリプラスト(Aliplast)」の社名で発売した後、程なく社名を「Italaerei」に変更した。その後10点程の製品を開発した時点で会社は分裂して、「スーパーモデル(Supermodel)」が分離独立し、製作中のものも含めて半数ほどの金型がスーパーモデルへと移された。その後のスーパーモデルの製品開発が低調だったのに対し、イタレリは積極的な製品開発を続けて成長し、イタリアを代表する模型メーカーとなった。1980年には社名を「Italeri」と改めた。これは、大市場であるアメリカで、発音しやすい名前に変更された～との説がある。
1970年代末にアメリカのテスターと提携し、テスターの保有する旧ホーク製品のOEM提供を受けて自社ブランドで発売した。また1990年代半ばまでイタレリの製品はアメリカではテスターのブランドで販売された。1980年代末からはドラゴンモデルズから一部製品のOEM提供を受けて販売を行っているが、販売地域が限定されているため日本には正規輸入されていない。またドラゴンへのOEM提供は、イタレリ製パーツをドラゴン製パーツを組み合わせた製品（1/35 インペリアルシリーズの一部）以外、ほとんど行われていない。1990年代初めからはロシアのズヴェズダから主に旧ソビエト製戦車の1/35キットのOEM提供を受け、ズヴェズダへも製品のOEM提供を行っている。イタレリの旧製品の中には、ズヴェズダ版のみが入手可能な状態のものもある。これは、押し出しピンによる、自動射出成型機の規格に合わない～旧式の『手もぎ』式の金型を～人件費の安かったロシアに廻した意味もあるらしい。2000年代初めには、アメリカのAMT/ERTLから旧エッシーとAMTの製作した飛行機やAFVなどや～プロターの自動車・オートバイの金型を購入し、順次自社ブランドでの再発売を行っている。

## 主な製品

### 航空機モデル
航空機のモデルは1/72と1/48が中心で、第二次世界大戦機から現用機まで幅広く製品化されている。自国イタリアの機体では、3発爆撃機のサヴォイア・マルケッティ SM.82や複葉戦闘機のフィアット CR.42などの比較的マイナーなものも含まれている。またYF-23やRAH-66などの試作のみで終わった機体や、Mi-28のように実機の公開前に想像図を基に作ったため全く形状の異なるもの、F-19やMiG-37、SR-75などのように完全にフィクションとされる機体の模型もある。1/48のモデルは1/72より遅れて1970年代末から製品化が行われたが、初期のものはテスターからのOEMによる旧ホーク製品が中心だった。また、ドラゴンモデルズからのOEMによる1/144と1/200の製品もあった。

### ミリタリーモデル
戦車、軍用車両等のモデルは1/35と1/72の2つのスケールで展開されている。1/35のモデルは1970年代前半から展開されており、第二次世界大戦時から現用の車両まで幅広く製品化されている。1970年代後半から1980年代前半にかけて、トミーが「ファイティングビークルシリーズ」として1/35モデルの金型を借り受けて日本国内で生産し、後には輸入販売していた。1/72は2000年代に入ってから販売が開始されたもので、初期の製品は旧エッシー製の金型を使用していた。後に自社開発の製品も加わったが、一部はゲームのコマとして使用するために部品数を減らした組み立ての簡易なものとなっている。また、代理店としてイタレリ製品を輸入販売しているタミヤは、旧エッシー製1/72キットの一部が自社製品の縮小コピーであるとして、1/72のミリタリーモデルは全く輸入していない。

### 艦船モデル
艦船モデルは、主に1/720で展開されている。1970年代後半からスタートし、初期にはイギリス巡洋戦艦やドイツ装甲艦なども作られたが、その後は戦後の空母が中心となっている。特にニミッツ級航空母艦は1番艦ニミッツから9番艦のロナルド・レーガンまでほほ就役と同時に製品化されており、実艦の変化に合わせて製品も順次改修されている。また、ドラゴンモデルズからのOEMによる1/700と1/350の製品もある。2000年代半ばからは1/35スケールのシリーズがスタートし、主にイタリア海軍の小型潜航艇（人間魚雷）や魚雷艇などが製品化されている。

### 自動車モデル
1/24の乗用車や大型トレーラートラック、旧プロター社の金型を使用した1/9のバイクなどが中心である。

## 他メーカーとの関連

### 商品の主要なOEM供給先
- タミヤ（ウォーバードコレクションなど）
- ドイツレベル
- ズヴェズダ
- テスター
- トミー（1970年代後半から）

### 商品の主要なOEM供給元
- ズヴェズダ
- ドラゴンモデルズ
- テスター（主に旧ホーク製品）
- AMT/ERTL

### 倒産及び廃業したメーカーからの金型の引き取り
- マックス模型（金型を引き取ったトミーからの譲渡）
- エッシー（金型を引き取ったAMT/ERTLからの譲渡）
- プロター